# Grand Prix de Plouay féminin 2011
La 13e édition du Grand Prix de Plouay féminin a eu lieu le 27 août 2011. Il s'agit de la dernière manche de la Coupe du monde de cyclisme sur route féminine. Elle est remportée par la Néerlandaise Annemiek van Vleuten.

## Équipes
| Équipes féminines professionnelles (19)- AA Drink-leontien.nl - ASPTT Dijon-Bourgogne - Bizkaia-Durango - Colavita Forno d'Asolo - Diadora-Pasta Zara - Dolmans Landscaping - Garmin-Cervélo - Gauss - GSD Gestion - Hitec Products-UCK - HTC-Highroad Women - Lotto Honda - Mcipollini-Giordana - Nederland Bloeit - Tibco-To the Top - Top Girls-Fassa Bortolo - Topsport Vlaanderen 2012-Ridley - Vaiano Solaristech - Vienne Futuroscope Équipes nationales (4)- Espagne - France - Pays-Bas - Russie |
| |

## Parcours
La course effectue six tours d'un circuit long de 19,1 km.
Les coureuses empruntent la côte du Lézot. Il finit par la côte de Ty Marrec, située à seulement 4 km de l'arrivée.

## Récit de la course

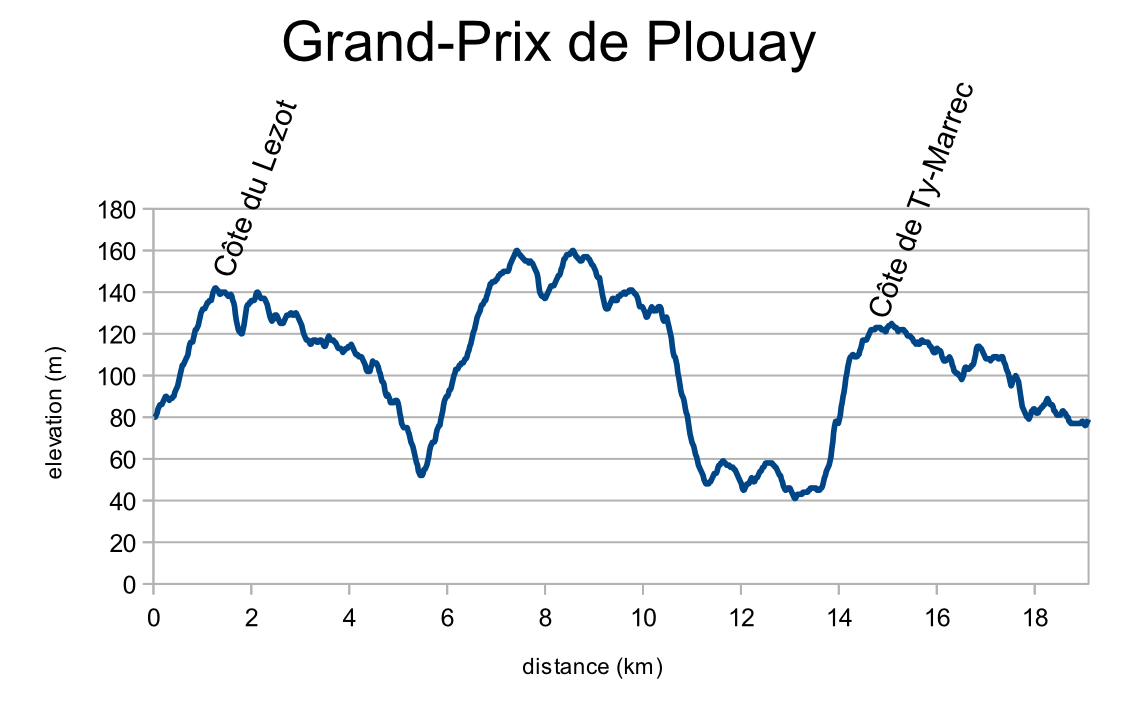
Profil du parcours

Dans le deuxième tour de la course, Evelyn Stevens attaque avec Sharon Laws. Au deuxième passage sur la ligne d'arrivée Erinne Willock les rejoint. L'écart est alors de trente-trois secondes. Dans le troisième tour, Emma Pooley et Annemiek van Vleuten. L'écart grandit alors de quarante à plus d'une minute. Elizabeth Armitstead tente de s'extraire du peloton, mais n'a pas de succès. Marianne Vos attaque à son tour. Dans le groupe de tête, Emma Pooley part seule à trente kilomètres de l'arrivée. Le groupe de tête est alors constitué de onze coureuses avec notamment Marianne Vos, Emma Johansson et Judith Arndt. Marianne Vos tente alors de revenir seule sur Emma Pooley, mais est freinée par un fort vent. Reprise par un groupe constitué d'Annemiek van Vleuten, de Chantal Blaak, d'Erinne Willock et d'Evelyn Stevens, elle continue son effort afin de revenir sur la Britannique. La jonction s'opère à cinq kilomètres de la ligne. Evelyn Stevens contre immédiatement, mais elle est suivie par Annemiek van Vleuten. Dans le dernier kilomètre, la Néerlandaise dépasse l'Américaine. Elle remporte donc à la fois le Grand-Prix de Plouay et la Coupe du monde.

## Classements

### Classement final
| \| Classement général \| Classement général \| Classement général \| Classement général \| Classement général \| \| Coureuse \| Coureuse \| Pays \| Équipe \| Temps \| \| ------------------ \| -------------------- \| ------------------ \| -------------------- \| ------------------ \| \| 1re \| Annemiek van Vleuten \| Pays-Bas \| Nederland Bloeit \| 3 h 12 min 28 s \| \| 2e \| Evelyn Stevens \| États-Unis \| HTC-Highroad Women \| + 3 s \| \| 3e \| Marianne Vos \| Pays-Bas \| Nederland Bloeit \| + 46 s \| \| 4e \| Chantal Blaak \| Pays-Bas \| AA Drink-Leontien.nl \| + 46 s \| \| 5e \| Erinne Willock \| Canada \| Tibco-To the Top \| + 49 s \| \| 6e \| Emma Pooley \| Royaume-Uni \| Garmin-Cervélo \| + 1 min 06 s \| \| 7e \| Judith Arndt \| Allemagne \| HTC-Highroad Women \| + 5 min 45 s \| \| 8e \| Joëlle Numainville \| Canada \| Tibco-To the Top \| + 5 min 45 s \| \| 9e \| Rasa Leleivytė \| Lituanie \| Vaiano Solaristech \| + 5 min 45 s \| \| 10e \| Emma Johansson \| Suède \| Hitec Products-UCK \| + 5 min 45 s \| |                      |             |                      |                 |
| |                      |             |                      |                 |
| Source : Cycling Quotient |                      |             |                      |                 |
| Classement général |                      |             |                      |                 |
| Coureuse | Coureuse             | Pays        | Équipe               | Temps           |
| 1re | Annemiek van Vleuten | Pays-Bas    | Nederland Bloeit     | 3 h 12 min 28 s |
| 2e | Evelyn Stevens       | États-Unis  | HTC-Highroad Women   | + 3 s           |
| 3e | Marianne Vos         | Pays-Bas    | Nederland Bloeit     | + 46 s          |
| 4e | Chantal Blaak        | Pays-Bas    | AA Drink-Leontien.nl | + 46 s          |
| 5e | Erinne Willock       | Canada      | Tibco-To the Top     | + 49 s          |
| 6e | Emma Pooley          | Royaume-Uni | Garmin-Cervélo       | + 1 min 06 s    |
| 7e | Judith Arndt         | Allemagne   | HTC-Highroad Women   | + 5 min 45 s    |
| 8e | Joëlle Numainville   | Canada      | Tibco-To the Top     | + 5 min 45 s    |
| 9e | Rasa Leleivytė       | Lituanie    | Vaiano Solaristech   | + 5 min 45 s    |
| 10e | Emma Johansson       | Suède       | Hitec Products-UCK   | + 5 min 45 s    |

### Points attribués
| Position           | 1er | 2e | 3e | 4e | 5e | 6e | 7e | 8e | 9e | 10e | 11e | 12e | 13e | 14e | 15e |
| Classement général | 100 | 70 | 40 | 30 | 25 | 20 | 15 | 10 | 9  | 8   | 7   | 6   | 5   | 4   | 3   |

## Liste des participantes
| Légende | Légende                                                                    | Légende | Légende                                                    |
| ------- | -------------------------------------------------------------------------- | ------- | ---------------------------------------------------------- |
| Num     | Dossard de départ porté par le coureur sur ce Grand Prix de Plouay         | Pos     | Position à l'arrivée de la course                          |
|         | Indique un maillot de champion national ou mondial, suivi de sa spécialité | NP      | Indique un coureur qui n'a pas pris le départ de la course |
| AB      | Indique un coureur qui n'a pas terminé la course                           | HD      | Indique un coureur qui a terminé la course hors des délais |

| Garmin-Cervélo CWT | Garmin-Cervélo CWT              | Garmin-Cervélo CWT |
| ------------------ | ------------------------------- | ------------------ |
| Num                | Coureuse                        | Pos                |
| 1                  | Emma Pooley (GBR)               | 6e                 |
| 2                  | Sharon Laws (GBR)               | 54e                |
| 3                  | Iris Slappendel (NED)           | 62e                |
| 4                  | Lizzie Armitstead (GBR) (route) | 71e                |
| 5                  | Lucy Martin (GBR)               | HD                 |
| 6                  | Noemi Cantele (ITA) (route)     | AB                 |

| Nederland Bloeit NLB | Nederland Bloeit NLB       | Nederland Bloeit NLB |
| -------------------- | -------------------------- | -------------------- |
| Num                  | Coureuse                   | Pos                  |
| 11                   | Marianne Vos (NED) (route) | 3e                   |
| 12                   | Loes Gunnewijk (NED)       | 31e                  |
| 13                   | Sarah Düster (GER)         | HD                   |
| 14                   | Janneke Busser Kanis (NED) | HD                   |
| 15                   | Marieke van Wanroij (NED)  | HD                   |
| 16                   | Annemiek van Vleuten (NED) | 1re                  |

| Dolmans Landscaping DLT | Dolmans Landscaping DLT | Dolmans Landscaping DLT |
| ----------------------- | ----------------------- | ----------------------- |
| Num                     | Coureuse                | Pos                     |
| 21                      | Martine Bras (NED)      | 26e                     |
| 22                      | Mascha Pijnenborg (NED) | 37e                     |
| 23                      | Petra Dijkman (NED)     | 47e                     |
| 24                      | Janneke Ensing (NED)    | HD                      |
| 25                      | Birgit Lavrijssen (NED) | HD                      |
| 26                      | Winanda Spoor (NED)     | AB                      |

| GSD Gestion ESG | GSD Gestion ESG                 | GSD Gestion ESG |
| --------------- | ------------------------------- | --------------- |
| Num             | Coureuse                        | Pos             |
| 31              | Christine Majerus (LUX) (route) | 23e             |
| 32              | Siobhan Dervan (IRL) (route)    | HD              |
| 33              | Mélanie Bravard (FRA)           | HD              |
| 34              | Eugénie Mermillod (FRA)         | AB              |
| 35              | Fabienne Schaus (LUX)           | AB              |
| 36              | Charlotte Bravard (FRA)         | AB              |

| Vienne Futuroscope FUT | Vienne Futuroscope FUT  | Vienne Futuroscope FUT |
| ---------------------- | ----------------------- | ---------------------- |
| Num                    | Coureuse                | Pos                    |
| 41                     | Audrey Cordon (FRA)     | 28e                    |
| 42                     | Marion Rousse (FRA)     | 44e                    |
| 43                     | Karol-Ann Canuel (CAN)  | 63e                    |
| 44                     | Jennifer Letué (FRA)    | AB                     |
| 45                     | Marion Azam (FRA)       | AB                     |
| 46                     | Emmanuelle Merlot (FRA) | AB                     |

| Bizkaia-Durango BPD | Bizkaia-Durango BPD           | Bizkaia-Durango BPD |
| ------------------- | ----------------------------- | ------------------- |
| Num                 | Coureuse                      | Pos                 |
| 51                  | Polona Batagelj (SLO) (route) | 40e                 |
| 52                  | Anna Sanchis (ESP)            | 53e                 |
| 53                  | Cristina Alcalde (ESP)        | AB                  |
| 54                  | Ruth Corset (AUS)             | AB                  |
| 55                  | Davina Summers (AUS)          | AB                  |

| Colavita Forno d'Asolo FCL | Colavita Forno d'Asolo FCL       | Colavita Forno d'Asolo FCL |
| -------------------------- | -------------------------------- | -------------------------- |
| Num                        | Coureuse                         | Pos                        |
| 61                         | Tetyana Riabchenko (UKR) (route) | 20e                        |
| 62                         | Giada Borgato (ITA)              | 56e                        |
| 63                         | Giorgia Bronzini (ITA) (route)   | 69e                        |
| 64                         | Svetlana Pauliukaitė (LTU)       | HD                         |
| 65                         | Alessandra D'Ettorre (ITA)       | HD                         |
| 66                         | Barbara Guarischi (ITA)          | AB                         |

| ASPTT Dijon-Bourgogne BCF | ASPTT Dijon-Bourgogne BCF | ASPTT Dijon-Bourgogne BCF |
| ------------------------- | ------------------------- | ------------------------- |
| Num                       | Coureuse                  | Pos                       |
| 71                        | Béatrice Thomas (FRA)     | AB                        |
| 72                        | Joanne Duval (FRA)        | AB                        |
| 73                        | Margot Ortega (FRA)       | AB                        |
| 74                        | Roxane Fournier (FRA)     | AB                        |

| Topsport Vlaanderen 2012-Ridley VLL | Topsport Vlaanderen 2012-Ridley VLL | Topsport Vlaanderen 2012-Ridley VLL |
| ----------------------------------- | ----------------------------------- | ----------------------------------- |
| Num                                 | Coureuse                            | Pos                                 |
| 81                                  | Grace Verbeke (BEL)                 | 14e                                 |
| 82                                  | Maaike Polspoel (BEL)               | 35e                                 |
| 83                                  | Liesbet De Vocht (BEL)              | 46e                                 |
| 84                                  | Annelies Van Doorslaer (BEL)        | HD                                  |
| 85                                  | Lieselot Decroix (BEL)              | AB                                  |
| 86                                  | Ine Beyen (BEL)                     | AB                                  |

| AA Drink-Leontien.nl LNL | AA Drink-Leontien.nl LNL  | AA Drink-Leontien.nl LNL |
| ------------------------ | ------------------------- | ------------------------ |
| Num                      | Coureuse                  | Pos                      |
| 91                       | Lucinda Brand (NED)       | 13e                      |
| 92                       | Trixi Worrack (GER)       | 17e                      |
| 93                       | Kirsten Wild (NED)        | 24e                      |
| 94                       | Irene van den Broek (NED) | 57e                      |
| 95                       | Marijn de Vries (NED)     | 67e                      |
| 96                       | Chantal Blaak (NED)       | 4e                       |

| Diadora-Pasta Zara DPZ | Diadora-Pasta Zara DPZ  | Diadora-Pasta Zara DPZ |
| ---------------------- | ----------------------- | ---------------------- |
| Num                    | Coureuse                | Pos                    |
| 101                    | Claudia Häusler (GER)   | 12e                    |
| 102                    | Shelley Olds (USA)      | 22e                    |
| 103                    | Olga Zabelinskaïa (RUS) | 59e                    |
| 104                    | Inga Čilvinaitė (LTU)   | 64e                    |
| 105                    | Oxana Kozonchuk (RUS)   | HD                     |
| 106                    | Eleonora Patuzzo (ITA)  | AB                     |

| Hitec Products-UCK HPU | Hitec Products-UCK HPU       | Hitec Products-UCK HPU |
| ---------------------- | ---------------------------- | ---------------------- |
| Num                    | Coureuse                     | Pos                    |
| 111                    | Emma Johansson (SWE) (route) | 10e                    |
| 112                    | Lise Hafsø Nøstvold (NOR)    | 29e                    |
| 113                    | Tiffany Cromwell (AUS)       | HD                     |
| 114                    | Frøydis Meen Wærsted (NOR)   | HD                     |
| 115                    | Lisa Brennauer (GER)         | HD                     |
| 116                    | Emilie Moberg (NOR)          | HD                     |

| Gauss GAU | Gauss GAU                              | Gauss GAU |
| --------- | -------------------------------------- | --------- |
| Num       | Coureuse                               | Pos       |
| 121       | Tatiana Antoshina (RUS)                | 15e       |
| 122       | Christel Ferrier-Bruneau (FRA) (route) | 27e       |
| 123       | Julia Martisova (RUS)                  | 38e       |
| 124       | Sylwia Kapusta (POL)                   | 48e       |
| 125       | Valentina Scandolara (ITA)             | 61e       |
| 126       | Susanna Zorzi (ITA)                    | 68e       |

| France FRA | France FRA              | France FRA |
| ---------- | ----------------------- | ---------- |
| Num        | Coureuse                | Pos        |
| 131        | Julie Krasniak          | 25e        |
| 132        | Magdalena de Saint-Jean | 33e        |
| 133        | Aude Biannic            | 34e        |
| 134        | Amélie Rivat            | 43e        |
| 135        | Mélodie Lesueur         | 45e        |
| 136        | Élodie Hegoburu         | HD         |

| Lotto Honda LHT | Lotto Honda LHT            | Lotto Honda LHT |
| --------------- | -------------------------- | --------------- |
| Num             | Coureuse                   | Pos             |
| 141             | Ashleigh Moolman (RSA)     | 11e             |
| 142             | Sofie De Vuyst (BEL)       | 30e             |
| 143             | Robyn de Groot (RSA)       | 36e             |
| 144             | Joanna van de Winkel (RSA) | 41e             |
| 145             | Ludivine Henrion (BEL)     | 52e             |
| 146             | Laure Werner (BEL)         | HD              |

| MCipollini-Giordana MCG | MCipollini-Giordana MCG | MCipollini-Giordana MCG |
| ----------------------- | ----------------------- | ----------------------- |
| Num                     | Coureuse                | Pos                     |
| 151                     | Rossella Callovi (ITA)  | 49e                     |
| 152                     | Monia Baccaille (ITA)   | 55e                     |
| 153                     | Jennifer Hohl (SUI)     | 65e                     |
| 154                     | Nicole Cooke (GBR)      | 70e                     |
| 155                     | Fabiana Luperini (ITA)  | 73e                     |
| 156                     | Tatiana Guderzo (ITA)   | 74e                     |

| HTC-Highroad Women TCW | HTC-Highroad Women TCW | HTC-Highroad Women TCW |
| ---------------------- | ---------------------- | ---------------------- |
| Num                    | Coureuse               | Pos                    |
| 161                    | Judith Arndt (GER)     | 7e                     |
| 162                    | Charlotte Becker (GER) | 58e                    |
| 163                    | Amber Neben (USA)      | 72e                    |
| 164                    | Ally Stacher (USA)     | AB                     |
| 165                    | Evelyn Stevens (USA)   | 2e                     |
| 166                    | Amanda Miller (USA)    | AB                     |

| Russie RUS | Russie RUS               | Russie RUS |
| ---------- | ------------------------ | ---------- |
| Num        | Coureuse                 | Pos        |
| 171        | Alexandra Burtschenkowa  | 32e        |
| 172        | Anna Potokina            | 42e        |
| 173        | Marina Likhanova         | HD         |
| 174        | Yulia Iliynikh           | HD         |
| 175        | Aizhan Zhaparova (route) | AB         |
| 176        | Elena Utrobina           | AB         |

| Vaiano Solaristech VAI | Vaiano Solaristech VAI       | Vaiano Solaristech VAI |
| ---------------------- | ---------------------------- | ---------------------- |
| Num                    | Coureuse                     | Pos                    |
| 181                    | Rasa Leleivytė (LTU) (route) | 9e                     |
| 182                    | Flávia Oliveira (BRA)        | 16e                    |
| 183                    | Kataržina Sosna (LTU)        | AB                     |
| 184                    | Valentina Bastianelli (ITA)  | AB                     |
| 185                    | Chiara Vanni (ITA)           | AB                     |
| 186                    | Eleonora Spaliviero (ITA)    | AB                     |

| Espagne ESP | Espagne ESP           | Espagne ESP |
| ----------- | --------------------- | ----------- |
| Num         | Coureuse              | Pos         |
| 191         | Belén López           | 50e         |
| 192         | Eneritz Iturriaga     | 51e         |
| 193         | Irene San Sebastián   | HD          |
| 194         | Leire Olaberría       | AB          |
| 195         | Dorleta Eskamendi Gil | AB          |
| 196         | Ane Santesteban       | AB          |

| Pays-Bas NED | Pays-Bas NED         | Pays-Bas NED |
| ------------ | -------------------- | ------------ |
| Num          | Coureuse             | Pos          |
| 201          | Vera Koedooder       | 21e          |
| 202          | Regina Bruins        | 39e          |
| 203          | Anna van der Breggen | 60e          |
| 204          | Roxane Knetemann     | HD           |
| 205          | Lotte van Hoek       | HD           |

| Tibco-To the Top TIB | Tibco-To the Top TIB     | Tibco-To the Top TIB |
| -------------------- | ------------------------ | -------------------- |
| Num                  | Coureuse                 | Pos                  |
| 211                  | Joëlle Numainville (CAN) | 8e                   |
| 212                  | Erinne Willock (CAN)     | 5e                   |
| 213                  | Megan Guarnier (USA)     | 18e                  |
| 214                  | Serena Sheridan (NZL)    | HD                   |
| 215                  | Emma Mackie (AUS)        | AB                   |

| Top Girls-Fassa Bortolo TOG | Top Girls-Fassa Bortolo TOG | Top Girls-Fassa Bortolo TOG |
| --------------------------- | --------------------------- | --------------------------- |
| Num                         | Coureuse                    | Pos                         |
| 221                         | Elisa Longo Borghini (ITA)  | 19e                         |
| 222                         | Elena Berlato (ITA)         | 66e                         |
| 223                         | Giulia Ronchi (ITA)         | AB                          |
| 224                         | Jennifer Fiori (ITA)        | AB                          |
| 225                         | Gloria Presti (ITA)         | AB                          |
| 226                         | Silvia Valsecchi (ITA)      | AB                          |

| Garmin-Cervélo CWT | Garmin-Cervélo CWT              | Garmin-Cervélo CWT |
| ------------------ | ------------------------------- | ------------------ |
| Num                | Coureuse                        | Pos                |
| 1                  | Emma Pooley (GBR)               | 6e                 |
| 2                  | Sharon Laws (GBR)               | 54e                |
| 3                  | Iris Slappendel (NED)           | 62e                |
| 4                  | Lizzie Armitstead (GBR) (route) | 71e                |
| 5                  | Lucy Martin (GBR)               | HD                 |
| 6                  | Noemi Cantele (ITA) (route)     | AB                 |

| Nederland Bloeit NLB | Nederland Bloeit NLB       | Nederland Bloeit NLB |
| -------------------- | -------------------------- | -------------------- |
| Num                  | Coureuse                   | Pos                  |
| 11                   | Marianne Vos (NED) (route) | 3e                   |
| 12                   | Loes Gunnewijk (NED)       | 31e                  |
| 13                   | Sarah Düster (GER)         | HD                   |
| 14                   | Janneke Busser Kanis (NED) | HD                   |
| 15                   | Marieke van Wanroij (NED)  | HD                   |
| 16                   | Annemiek van Vleuten (NED) | 1re                  |

| Dolmans Landscaping DLT | Dolmans Landscaping DLT | Dolmans Landscaping DLT |
| ----------------------- | ----------------------- | ----------------------- |
| Num                     | Coureuse                | Pos                     |
| 21                      | Martine Bras (NED)      | 26e                     |
| 22                      | Mascha Pijnenborg (NED) | 37e                     |
| 23                      | Petra Dijkman (NED)     | 47e                     |
| 24                      | Janneke Ensing (NED)    | HD                      |
| 25                      | Birgit Lavrijssen (NED) | HD                      |
| 26                      | Winanda Spoor (NED)     | AB                      |

| GSD Gestion ESG | GSD Gestion ESG                 | GSD Gestion ESG |
| --------------- | ------------------------------- | --------------- |
| Num             | Coureuse                        | Pos             |
| 31              | Christine Majerus (LUX) (route) | 23e             |
| 32              | Siobhan Dervan (IRL) (route)    | HD              |
| 33              | Mélanie Bravard (FRA)           | HD              |
| 34              | Eugénie Mermillod (FRA)         | AB              |
| 35              | Fabienne Schaus (LUX)           | AB              |
| 36              | Charlotte Bravard (FRA)         | AB              |

| Vienne Futuroscope FUT | Vienne Futuroscope FUT  | Vienne Futuroscope FUT |
| ---------------------- | ----------------------- | ---------------------- |
| Num                    | Coureuse                | Pos                    |
| 41                     | Audrey Cordon (FRA)     | 28e                    |
| 42                     | Marion Rousse (FRA)     | 44e                    |
| 43                     | Karol-Ann Canuel (CAN)  | 63e                    |
| 44                     | Jennifer Letué (FRA)    | AB                     |
| 45                     | Marion Azam (FRA)       | AB                     |
| 46                     | Emmanuelle Merlot (FRA) | AB                     |

| Bizkaia-Durango BPD | Bizkaia-Durango BPD           | Bizkaia-Durango BPD |
| ------------------- | ----------------------------- | ------------------- |
| Num                 | Coureuse                      | Pos                 |
| 51                  | Polona Batagelj (SLO) (route) | 40e                 |
| 52                  | Anna Sanchis (ESP)            | 53e                 |
| 53                  | Cristina Alcalde (ESP)        | AB                  |
| 54                  | Ruth Corset (AUS)             | AB                  |
| 55                  | Davina Summers (AUS)          | AB                  |

| Colavita Forno d'Asolo FCL | Colavita Forno d'Asolo FCL       | Colavita Forno d'Asolo FCL |
| -------------------------- | -------------------------------- | -------------------------- |
| Num                        | Coureuse                         | Pos                        |
| 61                         | Tetyana Riabchenko (UKR) (route) | 20e                        |
| 62                         | Giada Borgato (ITA)              | 56e                        |
| 63                         | Giorgia Bronzini (ITA) (route)   | 69e                        |
| 64                         | Svetlana Pauliukaitė (LTU)       | HD                         |
| 65                         | Alessandra D'Ettorre (ITA)       | HD                         |
| 66                         | Barbara Guarischi (ITA)          | AB                         |

| ASPTT Dijon-Bourgogne BCF | ASPTT Dijon-Bourgogne BCF | ASPTT Dijon-Bourgogne BCF |
| ------------------------- | ------------------------- | ------------------------- |
| Num                       | Coureuse                  | Pos                       |
| 71                        | Béatrice Thomas (FRA)     | AB                        |
| 72                        | Joanne Duval (FRA)        | AB                        |
| 73                        | Margot Ortega (FRA)       | AB                        |
| 74                        | Roxane Fournier (FRA)     | AB                        |

| Topsport Vlaanderen 2012-Ridley VLL | Topsport Vlaanderen 2012-Ridley VLL | Topsport Vlaanderen 2012-Ridley VLL |
| ----------------------------------- | ----------------------------------- | ----------------------------------- |
| Num                                 | Coureuse                            | Pos                                 |
| 81                                  | Grace Verbeke (BEL)                 | 14e                                 |
| 82                                  | Maaike Polspoel (BEL)               | 35e                                 |
| 83                                  | Liesbet De Vocht (BEL)              | 46e                                 |
| 84                                  | Annelies Van Doorslaer (BEL)        | HD                                  |
| 85                                  | Lieselot Decroix (BEL)              | AB                                  |
| 86                                  | Ine Beyen (BEL)                     | AB                                  |

| AA Drink-Leontien.nl LNL | AA Drink-Leontien.nl LNL  | AA Drink-Leontien.nl LNL |
| ------------------------ | ------------------------- | ------------------------ |
| Num                      | Coureuse                  | Pos                      |
| 91                       | Lucinda Brand (NED)       | 13e                      |
| 92                       | Trixi Worrack (GER)       | 17e                      |
| 93                       | Kirsten Wild (NED)        | 24e                      |
| 94                       | Irene van den Broek (NED) | 57e                      |
| 95                       | Marijn de Vries (NED)     | 67e                      |
| 96                       | Chantal Blaak (NED)       | 4e                       |

| Diadora-Pasta Zara DPZ | Diadora-Pasta Zara DPZ  | Diadora-Pasta Zara DPZ |
| ---------------------- | ----------------------- | ---------------------- |
| Num                    | Coureuse                | Pos                    |
| 101                    | Claudia Häusler (GER)   | 12e                    |
| 102                    | Shelley Olds (USA)      | 22e                    |
| 103                    | Olga Zabelinskaïa (RUS) | 59e                    |
| 104                    | Inga Čilvinaitė (LTU)   | 64e                    |
| 105                    | Oxana Kozonchuk (RUS)   | HD                     |
| 106                    | Eleonora Patuzzo (ITA)  | AB                     |

| Hitec Products-UCK HPU | Hitec Products-UCK HPU       | Hitec Products-UCK HPU |
| ---------------------- | ---------------------------- | ---------------------- |
| Num                    | Coureuse                     | Pos                    |
| 111                    | Emma Johansson (SWE) (route) | 10e                    |
| 112                    | Lise Hafsø Nøstvold (NOR)    | 29e                    |
| 113                    | Tiffany Cromwell (AUS)       | HD                     |
| 114                    | Frøydis Meen Wærsted (NOR)   | HD                     |
| 115                    | Lisa Brennauer (GER)         | HD                     |
| 116                    | Emilie Moberg (NOR)          | HD                     |

| Gauss GAU | Gauss GAU                              | Gauss GAU |
| --------- | -------------------------------------- | --------- |
| Num       | Coureuse                               | Pos       |
| 121       | Tatiana Antoshina (RUS)                | 15e       |
| 122       | Christel Ferrier-Bruneau (FRA) (route) | 27e       |
| 123       | Julia Martisova (RUS)                  | 38e       |
| 124       | Sylwia Kapusta (POL)                   | 48e       |
| 125       | Valentina Scandolara (ITA)             | 61e       |
| 126       | Susanna Zorzi (ITA)                    | 68e       |

| France FRA | France FRA              | France FRA |
| ---------- | ----------------------- | ---------- |
| Num        | Coureuse                | Pos        |
| 131        | Julie Krasniak          | 25e        |
| 132        | Magdalena de Saint-Jean | 33e        |
| 133        | Aude Biannic            | 34e        |
| 134        | Amélie Rivat            | 43e        |
| 135        | Mélodie Lesueur         | 45e        |
| 136        | Élodie Hegoburu         | HD         |

| Lotto Honda LHT | Lotto Honda LHT            | Lotto Honda LHT |
| --------------- | -------------------------- | --------------- |
| Num             | Coureuse                   | Pos             |
| 141             | Ashleigh Moolman (RSA)     | 11e             |
| 142             | Sofie De Vuyst (BEL)       | 30e             |
| 143             | Robyn de Groot (RSA)       | 36e             |
| 144             | Joanna van de Winkel (RSA) | 41e             |
| 145             | Ludivine Henrion (BEL)     | 52e             |
| 146             | Laure Werner (BEL)         | HD              |

| MCipollini-Giordana MCG | MCipollini-Giordana MCG | MCipollini-Giordana MCG |
| ----------------------- | ----------------------- | ----------------------- |
| Num                     | Coureuse                | Pos                     |
| 151                     | Rossella Callovi (ITA)  | 49e                     |
| 152                     | Monia Baccaille (ITA)   | 55e                     |
| 153                     | Jennifer Hohl (SUI)     | 65e                     |
| 154                     | Nicole Cooke (GBR)      | 70e                     |
| 155                     | Fabiana Luperini (ITA)  | 73e                     |
| 156                     | Tatiana Guderzo (ITA)   | 74e                     |

| HTC-Highroad Women TCW | HTC-Highroad Women TCW | HTC-Highroad Women TCW |
| ---------------------- | ---------------------- | ---------------------- |
| Num                    | Coureuse               | Pos                    |
| 161                    | Judith Arndt (GER)     | 7e                     |
| 162                    | Charlotte Becker (GER) | 58e                    |
| 163                    | Amber Neben (USA)      | 72e                    |
| 164                    | Ally Stacher (USA)     | AB                     |
| 165                    | Evelyn Stevens (USA)   | 2e                     |
| 166                    | Amanda Miller (USA)    | AB                     |

| Russie RUS | Russie RUS               | Russie RUS |
| ---------- | ------------------------ | ---------- |
| Num        | Coureuse                 | Pos        |
| 171        | Alexandra Burtschenkowa  | 32e        |
| 172        | Anna Potokina            | 42e        |
| 173        | Marina Likhanova         | HD         |
| 174        | Yulia Iliynikh           | HD         |
| 175        | Aizhan Zhaparova (route) | AB         |
| 176        | Elena Utrobina           | AB         |

| Vaiano Solaristech VAI | Vaiano Solaristech VAI       | Vaiano Solaristech VAI |
| ---------------------- | ---------------------------- | ---------------------- |
| Num                    | Coureuse                     | Pos                    |
| 181                    | Rasa Leleivytė (LTU) (route) | 9e                     |
| 182                    | Flávia Oliveira (BRA)        | 16e                    |
| 183                    | Kataržina Sosna (LTU)        | AB                     |
| 184                    | Valentina Bastianelli (ITA)  | AB                     |
| 185                    | Chiara Vanni (ITA)           | AB                     |
| 186                    | Eleonora Spaliviero (ITA)    | AB                     |

| Espagne ESP | Espagne ESP           | Espagne ESP |
| ----------- | --------------------- | ----------- |
| Num         | Coureuse              | Pos         |
| 191         | Belén López           | 50e         |
| 192         | Eneritz Iturriaga     | 51e         |
| 193         | Irene San Sebastián   | HD          |
| 194         | Leire Olaberría       | AB          |
| 195         | Dorleta Eskamendi Gil | AB          |
| 196         | Ane Santesteban       | AB          |

| Pays-Bas NED | Pays-Bas NED         | Pays-Bas NED |
| ------------ | -------------------- | ------------ |
| Num          | Coureuse             | Pos          |
| 201          | Vera Koedooder       | 21e          |
| 202          | Regina Bruins        | 39e          |
| 203          | Anna van der Breggen | 60e          |
| 204          | Roxane Knetemann     | HD           |
| 205          | Lotte van Hoek       | HD           |

| Tibco-To the Top TIB | Tibco-To the Top TIB     | Tibco-To the Top TIB |
| -------------------- | ------------------------ | -------------------- |
| Num                  | Coureuse                 | Pos                  |
| 211                  | Joëlle Numainville (CAN) | 8e                   |
| 212                  | Erinne Willock (CAN)     | 5e                   |
| 213                  | Megan Guarnier (USA)     | 18e                  |
| 214                  | Serena Sheridan (NZL)    | HD                   |
| 215                  | Emma Mackie (AUS)        | AB                   |

| Top Girls-Fassa Bortolo TOG | Top Girls-Fassa Bortolo TOG | Top Girls-Fassa Bortolo TOG |
| --------------------------- | --------------------------- | --------------------------- |
| Num                         | Coureuse                    | Pos                         |
| 221                         | Elisa Longo Borghini (ITA)  | 19e                         |
| 222                         | Elena Berlato (ITA)         | 66e                         |
| 223                         | Giulia Ronchi (ITA)         | AB                          |
| 224                         | Jennifer Fiori (ITA)        | AB                          |
| 225                         | Gloria Presti (ITA)         | AB                          |
| 226                         | Silvia Valsecchi (ITA)      | AB                          |

Les dossards sont inconnus.